# Mark Henry
Mark Jerrold Henry (Silsbee, Texas, 12 de junio de 1971) es un luchador profesional retirado, halterófilo y comentarista estadounidense. Actualmente trabaja como embajador para la empresa WWE.
Entre sus logros Henry ha sido dos veces Campeón Mundial tras haber sido una vez Campeón Peso Pesado de la WWE y una vez Campeón de la ECW. También destaca un reinado como Campeón Europeo. Fuera de la lucha libre, participó en los Juegos Olímpicos de Barcelona 92, los Juegos Panamericanos de Mar de plata 95 y fue ganador de la competición Arnold Strongman Classic, convirtiéndose así en el hombre más fuerte del mundo.
En el 2018, Mark Henry fue inducido al Salón de la Fama de la WWE en la clase de ese año.

## Vida personal
Henry nació el 12 de junio de 1971 en Silsbee (Texas), Texas. Su padre, Ernest, murió por complicaciones en su diabetes cuando Mark tenía veinte años. Tiene un hermano mayor llamado Pat, y un primo llamado Kevin Henry, el cual fue defensa de los Pittsburgh Steelers. Cuando Henry tenía catorce años, le diagnosticaron dislexia, un trastorno que dificulta el aprendizaje de la lectura y la escritura.
Actualmente vive en Nueva York con su esposa Jana y su hijo Noe.
En abril de 2010, Henry fue envuelto en un incidente con un fan en Belfast, Irlanda del Norte, donde se celebraba una firma de autógrafos. Al parecer, Henry fue insultado por un fan llamado James McClay, a lo que Mark respondió arrojándole una bebida. Tras ello, Henry tuvo que ser contenido por John Cena, Randy Orton y Chavo Guerrero, ya que se disponía a atacar físicamente al fan. Algunos testimonios aseguran que McClay se hallaba bajo los efectos del alcohol cuando ocurrió el incidente.

## Carrera en halterofilia

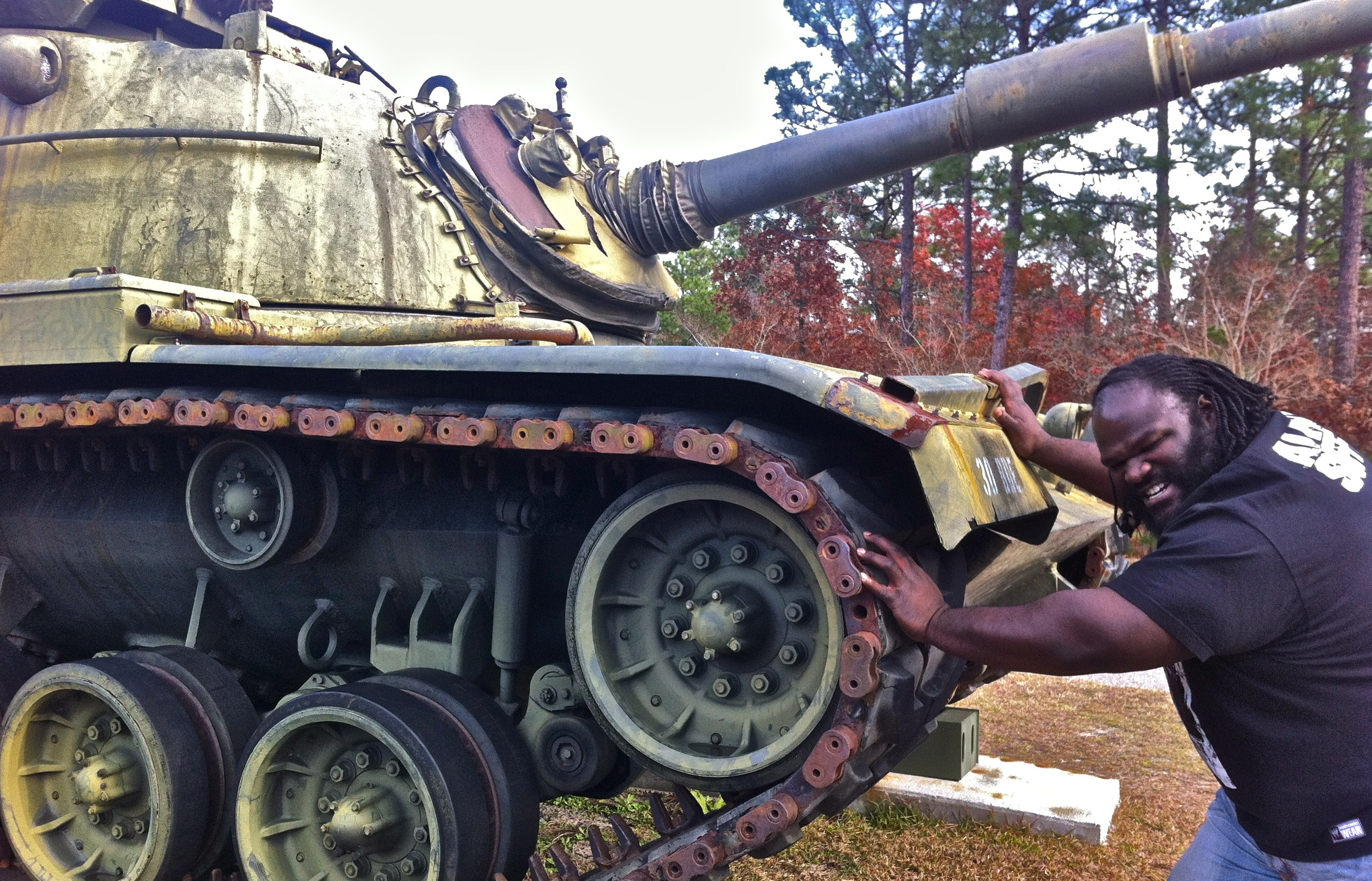
Henry empujando un tanque.

Durante su estancia en la escuela secundaria, Henry fue tres veces campeón estatal al batir los récords de sentadillas (377 kg), press de banca (238 kg) y peso muerto (370 kg). Luego, en la escuela secundaria de levantamiento de peso de Texas, en abril de 1990, un profesor de kinesiología en la Universidad de Texas y excampeón llamado Terry Todd convenció a Henry de ir a Austin después de graduarse en el estilo olímpico de levantamiento de pesas. Henry rompió cuatro récords júnior de halterofilia en los registros nacionales después de ocho meses de capacitación en estilo olímpico de levantamiento de pesas. En abril de 1991 fue situado en cuarto lugar en los campeonatos nacionales y acabó sexto en el World Junior Weightlifting Championships en Alemania dos meses más tarde.
En su primer año de competición Henry rompió doce veces los tres récords júnior y se convirtió en el mayor deportista de halterofilia de Estados Unidos, sobrepasando a Mario Martínez. Henry fue presentado como "el hombre más fuerte del mundo" después de clasificarse para la competición de los Juegos Olímpicos, donde acabó décimo en la clase de peso superpesado. Diez meses antes de los Juegos de 1992, Henry había comenzado a entrenar con Dragomir Cioroslan, un medallista de bronce en los Juegos Olímpicos de 1984, que dijo que "nunca había visto a nadie con el puro talento de Mark Henry". En los Juegos Panamericanos de 1995 Henry ganó las medallas de oro, plata y bronce y un año más tarde, se convirtió en campeón de la North America, Central America, Caribbean Islands (NACACI). También participó en los Juegos Olímpicos de 1996 en Atlanta y fue votado capitán del equipo, pero solo acabó decimocuarto tras una lesión de espalda.

## Carrera en lucha libre profesional

### World Wrestling Federation / Entertainment / WWE (1996-2017)

#### 1996-1997
Después de que la WWF lo hubiese patrocinado en los Juegos Olímpicos de Atlanta 96, firmó un contrato de diez años con la empresa, algo poco común en la lucha libre. Fue entrenado por Stu y Bret Hart. La primera aparición de Henry en la WWF fue el 11 de marzo en Monday Night Raw, Jerry Lawler hablo de él duramente, Henry molesto le aplicó un Press Slam a Lawler y después hizo otra aparición el 19 de agosto también en Monday Night Raw, donde apareció como estrella invitada, firmando autógrafos entre los fanes y burlándose de Vader, quien luchaba esa noche. Henry tuvo su primer feudo con Jerry Lawler, el cual había hablado duramente de Henry en Raw en marzo. En Summerslam 1996, Henry intervino después de un combate entre Jake Roberts y Jerry Lawler para ayudar a Roberts, a quien Lawler estaba ahogando con whisky. Su primer combate televisado fue en In Your House 10: Mind Games, donde Henry venció a Lawler por rendición. Durante 1997 Henry compitió en dark matches y en Shotgun contra jobbers como The Brooklyn Brawler y The Sultan.

#### 1998-1999
A principios de 1998 Henry tuvo su primer combate televisado del año, derrotando fácilmente al D'Lo Brown, pero siendo atacado por Nation of Domination (Faarooq, The Rock, Kama & Brown) después de la lucha hasta que Ken Shamrock llegó en su rescate. La semana siguiente, Henry y Shamrock se enfrentaron a Rock & Brown, pero en mitad del combate Henry traicionó a su compañero y se unió a la Nation, donde tomó el papel de enforcer principal del stable y se alió con The Rock. Luego participó en la Royal Rumble de ese año, pero fue eliminado por Faarooq. Más tarde, en No Way Out, Nation of Domination se enfrentó a un equipo liderado por su antiguo enemigo Ken Shamrock, perdiendo la Nation ante él. En Wrestlemania XIV Henry compitió junto con Brown en una Battle Royal de 15 parejas por una oportunidad de conseguir el Campeonato en Parejas de la WWF, pero no lo lograron. Posteriormente, durante el desarrollo del torneo King of the Ring, Henry entró en un feudo con Vader después de intervenir en su combate contra The Rock. Tras una serie de escaramuzas, Henry derrotó a Vader en Fully Loaded. Más tarde Nation of Domination combatió en Unforgiven: In Your House contra un equipo liderado por el antiguo miembro de Nation, Faarooq, que ganó la lucha. Tras ello, al entrar Nation of Domination en un feudo con D-Generation X, se abrió otra rivalidad entre los ejecutores de ambos stables, Henry y Chyna, en la que se revelaba una relación de amor/odio entre ellos. En octubre, la Nation se disolvió, lo que produjo un feudo entre Henry y The Rock, el cual culminó en Judgement Day, donde Henry consiguió la victoria gracias a una intervención de D'Lo Brown.
Después de que la Nation se disolviera, formó un dúo con D'Lo Brown. Después de ayudarse mutuamente en varios combates, él y D'Lo compitieron en Survivor Series en un Triple Threat Tag Team match por los Campeonatos en Parejas, pero no lograron ganar. Tras eso intentaron de nuevo conseguir los títulos en Capital Carnage contra New Age Outlaws, pero igualmente perdieron. Posteriormente Henry y Brown derrotaron a Val Venis & The Godfather en In Your House 26: Rock Bottom con la ayuda de Pretty Mean Sisters (Terri & Jacqueline); sin embargo, Henry fue traicionado por ellas, siendo rescatado por Chyna, con quien mantuvo una larga relación. Henry entró en una racha de derrotas debido a su propensión a distraerse con Chyna en mitad de los combates, si bien Chyna le ayudó en algunos de ellos. Durante ese tiempo, Henry comenzó a usar el apodo de Sexual Chocolate, nombre copiado de un grupo de música de la película Coming to America, y perfeccionó su faceta de mujeriego. Poco más tarde, la storyline con Chyna terminó.
Más tarde Henry y Brown participaron en Royal Rumble, que finalmente sería ganado por Vince McMahon. Tras ello, Henry y Brown entraron en un feudo con los Campeones por Parejas Owen Hart & Jeff Jarrett cuando estos atacaron a Henry por estar flirteando con la valet de Jarrett, Debra. Por ello, Ivory fue introducida en el equipo como un "regalo" de Brown a Henry. Mientras tanto, Brown ayudaría a Henry a perder peso, siendo atacados en uno de sus segmentos por Hart & Jarrett. Brown y él se enfrentaron a ellos en In Your House 27: St. Valentine's Day Massacre, pero fueron derrotados. Posteriormente, entraron en otro feudo con los siguientes Campeones por Parejas, Kane & X-Pac, luchando contra ellos en Over the Edge y perdiendo igualmente. Poco más tarde, Hart y Jarrett atacaron brutalmente a Henry y Ivory, lesionándolos; Henry no haría aparición hasta el 29 de abril, volviendo al equipo con D'Lo. El dúo entró entonces en un feudo con Mideon & Viscera en torno al Campeonato Europeo en poder de Mideon, feudo que finalmente ganaron tras conseguir Brown el campeonato. La unión con D'lo y Ivory siguió hasta Summerslam 1999, donde Henry traicionó a D'Lo ayudando a Jeff Jarrett a conseguir el Campeonato intercontinental y el Campeonato Europeo al golpear a D'Lo con la guitarra de Jarrett. La noche siguiente Jarrett le regaló el Campeonato Europeo como recompensa por la ayuda recibida. Sin embargo, un mes más tarde Henry perdió el campeonato en Unforgiven frente a D'Lo Brown. Tras eso, entró en un corto feudo con Brown que acabó inconcluso después de que Henry admitiese ser adicto al sexo, y que estuviese buscando ayuda profesional. Siguiendo con la storyline, se enfrentó en Rebellion a la estrella porno Val Venis, pero perdió. Las semanas siguientes Henry estuvo recibiendo terapias de psiquiatría contra la adicción, hasta que la superó gracias a los consejos de The Godfather, con quien formó un irregular tag team. En Survivor Series, Henry participó en un Tradicional Survivor Series match, logrando la victoria junto a Val Venis. Posteriormente, en Armageddon, compitió junto a The Godfather en una Battle Royal por parejas por una oportunidad por los Campeonatos en Parejas de la WWF; finalmente The Acolytes ganarían el combate.

#### 2000-2002
Henry volvió a ser face y ganó popularidad en solitario, adoptando un gimnick de caza divas, después de haberse curado de su adicción al sexo. Fue introducido en una storyline con Mae Young, que actuó como su valet, ayudándole a ganar combates. Entró en un feudo con Viscera debido a un big splash que este realizó sobre Young cuando (kayfabe) había sido dejada embarazada por Henry. El feudo terminó con la victoria de Henry en No Way Out 2000 contra Viscera después de una distracción a este por parte de Young, en un combate claramente a favor de Viscera, que le golpeó repetidas veces con escaleras. Posteriormente, Mae Young fue atacada por Bubba Ray Dudley y, poco después, se demostró que el embarazo fue un montaje. Después de eso la storyline terminó.

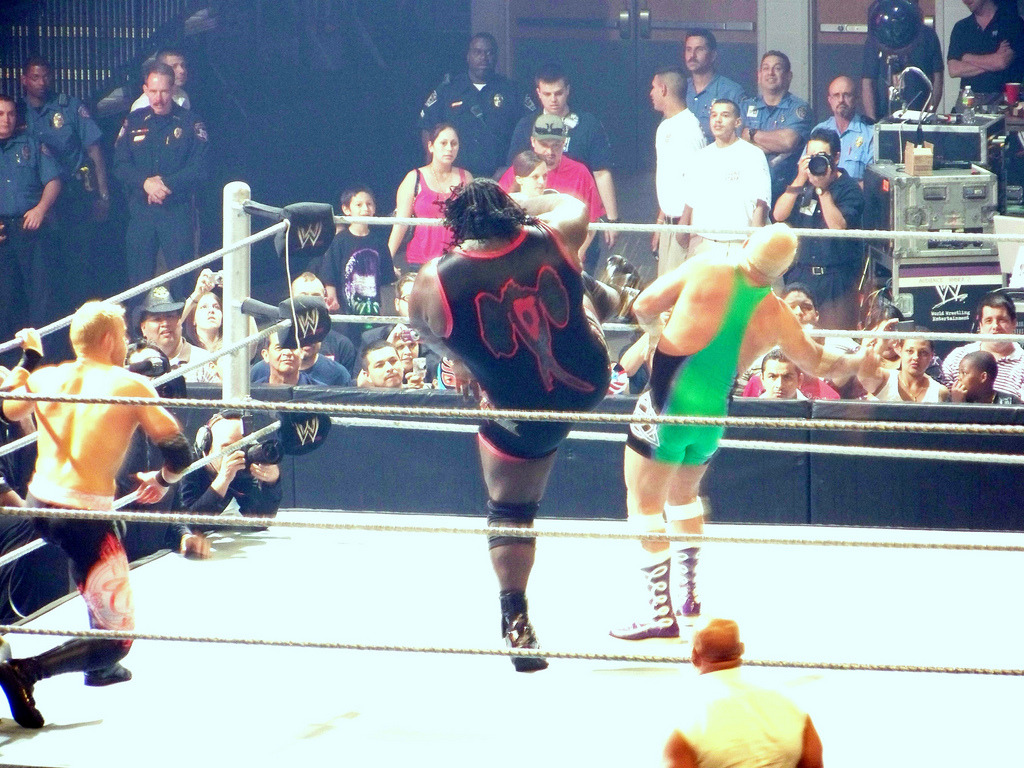
Henry durante 2009, en una lucha contra Finlay y Christian.

Henry fue enviado para mejorar su condición y sus técnicas al territorio de desarrollo de la WWE, la Ohio Valley Wrestling (OVW), donde fue introducido en el stable heel Bolin Services de Kenny Bolin. Después de conseguir una venganza por cuenta fuera ante D'Lo Brown,
 entró en un breve feudo con Big Show, pero Henry entonces se volvió contra Bolin Services, cambiando a face y aliándose con Show. A mediados de 2001, Henry alió con Nick Dinsmore para intentar conseguir el Campeonato Sureño en Parejas de la OVW, sin éxito. Más tarde, Henry paró de hacer sus labores de luchador para concentrarse en el levantamiento de pesas, y el 23 de febrero de 2002, ganó una competición de strongman, durante el Arnold Classic en Columbus, Ohio recibiendo un Humvee por valor de 75000 dólares.
Un mes después Henry fue enviado de vuelta a la WWE, ya en la marca SmackDown!, donde usó sus "hazañas de fuerza" para ganar popularidad, aliándose brevemente con Faarooq, el cual solía ganar dinero apostando con otros luchadores sobre las hazañas de Henry. El debut televisado de Henry fue en abril, derrotando fácilmente a Christian. Una semana más tarde, Faarooq y Henry entraron en un corto feudo con Christian y Test, los cuales salieron victoriosos en un combate en parejas entre ellos. Las semana siguientes, Test y Christian les derrotaron en combates individuales, así como en otro combate por parejas en el último episodio de Jakked. A partir de ese momento, Henry comenzó a luchar en el nuevo programa Velocity, consiguiendo varias victorias; así mismo, se enfrentaría en SmackDown! a luchadores como Lance Storm, Chris Jericho, Kurt Angle y Brock Lesnar. Poco después se unió a Randy Orton para enfrentarse a Reverend D-Von & Batista, siendo derrotados; el 10 de agosto, en Ohio Valley Wrestling, Orton y Henry volvieron a enfrentarse a ellos, esta vez ganando la lucha. Semanas más tarde, Henry derrotó a Tajiri, pero quedó lesionado en un tobillo durante el combate, y requirió de otro tiempo de descanso. En la edición de SmackDown! del 3 de octubre se enfrentó a Los Guerreros (Eddie & Chavo Guerrero) haciendo pareja con Rikishi en la primera ronda del torneo por el Campeonato en Parejas de la WWE, pero Henry y Rikishi perdieron.
Después de ser usado esporádicamente por la empresa, Henry fue enviado otra vez a la OVW para entrenar más, donde se alió con Nova durante un tiempo. El 27 de junio, Henry fue derrotado por Matt Morgan; la semana siguiente, en el transcurso del combate de revancha, Henry le atacó brutalmente, dejándolo lesionado y cambiando a heel. A partir de entonces Henry cambió su modo de luchar, dejando atrás su pasado face y adoptando una personalidad mucho más negativa, convirtiéndose en un sádico monster heel con hábito de lesionar sus contrincantes y de actuar como mercenario.

#### 2003-2005
En agosto de 2003, Henry volvió a la WWE en la marca RAW, donde se unió al stable Thuggin' and Buggin' Enterprises, un grupo de afroamericanos liderados por Theodore Long (el entonces después general mánager de Smackdown!) que decían sentirse víctimas del racismo y estaban siendo acosados por el "hombre blanco". Durante ese tiempo, Henry estuvo aliado con Rodney Mack y dirigido por Long. Durante este tiempo, el exCampeón Mundial Triple H puso recompensa por derrotar al Campeón Mundial Goldberg, enfrentándose Henry al campeón la edición de RAW del 6 de octubre. Durante la pelea, Mack intervino atacando a Goldberg con una silla, por lo que Henry fue descalificado. Más tarde apareció en Survivor Series en el Team Bischoff, siendo dificultosamente eliminado; al final, su equipo logró derrotar al Team Austin. Luego tuvo un feudo con Booker T, al que derrotó en múltiples ocasiones, pero finalmente perdió contra él en Armageddon. Luego participó en Royal Rumble, siendo eliminado por Chris Benoit.
Henry volvió a la OVW, donde tuvo una lesión de cuádriceps, dejándole inactivo durante el resto del año. Durante su período de recuperación, fue nombrado agente de relaciones públicas por la WWE. Finalmente, regresó en 2005 derrotando a The Blond Bombers (Chad Toland & Tank Toland). Seguidamente, fue contratado como guardaespaldas del Campeón Peso Pesado de la OVW Elijah Burke, con quien formó tag team durante un tiempo. Burke & Henry entreron en un feudo con "The Blue Print" Matt Morgan & Vengeance, derrotándoles en dos combates en parejas; sin embargo, Burke acabó perdiendo su Campeonato ante Morgan, y terminó su alianza con Henry. Poco más tarde, Henry se alió por poco tiempo con Johnny Jeter, quien había derrotado a Morgan para ganar el Campeonato. Tras ello, pasó el resto del año luchando en dark matches.

#### 2006

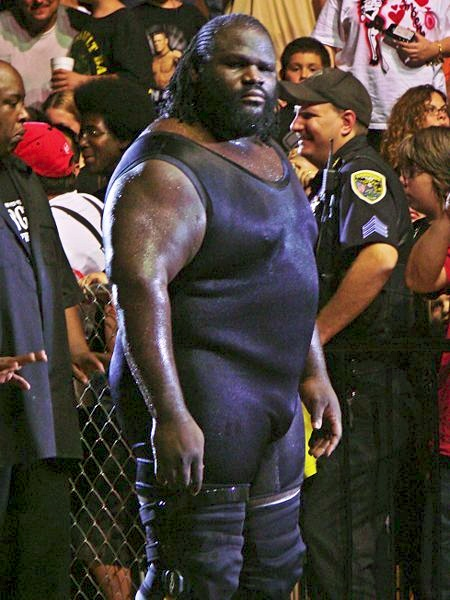
Henry en 2007.

Durante un episodio de SmackDown! emitido el día 27 de diciembre, Henry interfirió en la lucha entre MNM (Johnny Nitro & Joey Mercury) y Batista & Rey Mysterio por los Campeonatos en pareja de la WWE, en donde ayudó a recapturar los campeonatos a MNM, haciendo su regreso oficial a la WWE. Como heel, fue semi-incorporado por Melina a MNM en calidad de guardaespaldas, pero por poco tiempo. La semana siguiente volvería a interferir en una Steel Cage por la revancha de los títulos, ayudando otra vez a MNM a retenerlos. A la semana siguiente, derrotó a Batista lesionándolo y obligándolo a dejar vacante el Campeonato. Luego Henry participó en una Battle Royal para conseguir el título, el cual ganó Kurt Angle siendo Henry el último eliminado.
Una semana después, Henry consiguió la ayuda de Daivari, quien había traicionado a Kurt Angle y anunciando que sería el nuevo mánager de Henry, iniciando así un feudo. En el evento Royal Rumble Henry fue derrotado por Angle después de golpearlo con una silla varias veces y cubrirlo con un roll-up cuando el árbitro no miraba, por lo que retuvo el título. En el episodio de SmackDown! del 10 de marzo, después hacer atravesar a Angle una mesa con un diving splash desde la segunda cuerda, Henry fue retado por The Undertaker a una lucha Casket match en Wrestlemania 22. Henry juró acabar con el récord de victorias del Undertaker en WrestleMania, pero no pudo derrotarlo. En su revancha a la semana siguiente, la lucha acabó sin resultado por la interferencia del debutante The Great Khali, que irrumpió ayudando a Henry contra Undertaker.
Durante el resto de abril y mayo, Henry ganó dos veces al entonces Campeón Mundial Pesado, Rey Mysterio, en luchas no titulares. Henry también consiguió entrar en el King of the Ring 2006, pero fue derrotado por Bobby Lashley en primera ronda. Más tarde, Henry interfirió en la lucha de Kurt Angle y Rey Mysterio por el campeonato haciendo que Angle lo perdiese, de modo que este le retó en el evento Judgement Day. Henry respondió enviándole un "mensaje" a Angle derrotando brutalmente a Paul Burchill. Al final, en Judgement Day, Henry ganó por cuenta fuera, pero fue atacado por la espalda por Angle en la mesa de los comentaristas.
Más adelante iniciaría la llamada "Senda de la Destrucción", causando numerosas lesiones a muchos luchadores, como Chris Benoit y Paul Burchill y atacando a otros como a Rey Mysterio y a Chavo Guerrero, después de insultar a la familia Guerrero y que Chavo fuese a atacarlo, infructuosamente. Cuando Batista regresó de su lesión, se pactó una lucha entre ambos en el evento The Great American Bash. La lucha no se concretó luego de que Henry se lesionara en el WWE Saturday Night's Main Event en un combate por equipos de él, King Booker y Finlay contra Batista, Rey Mysterio y Bobby Lashley. Más adelante los médicos informaron que su rótula se había partido en dos.

#### 2007
Henry volvió de su lesión en la edición del 11 de mayo de SmackDown!, después de que varios vídeos anunciasen su retorno. Volvió después de haber ganado bastante peso a causa de su lesión, llegando a pesar 190 kilos. Atacó a Undertaker inmediatamente después de su lucha con Batista en una Steel Cage y lo dejó preparado para que Edge canjeara su Money in the Bank. Después de eso siguió con su racha de victorias, derrotando y lesionando a The Boogeyman & Little Boogeyman, así como a otros muchos luchadores. Los meses siguientes empezó una pequeña rivalidad con Kane, al que terminó derrotando en el evento One Night Stand, donde Henry venció a Kane en una lucha tipo Lumberjack Match.

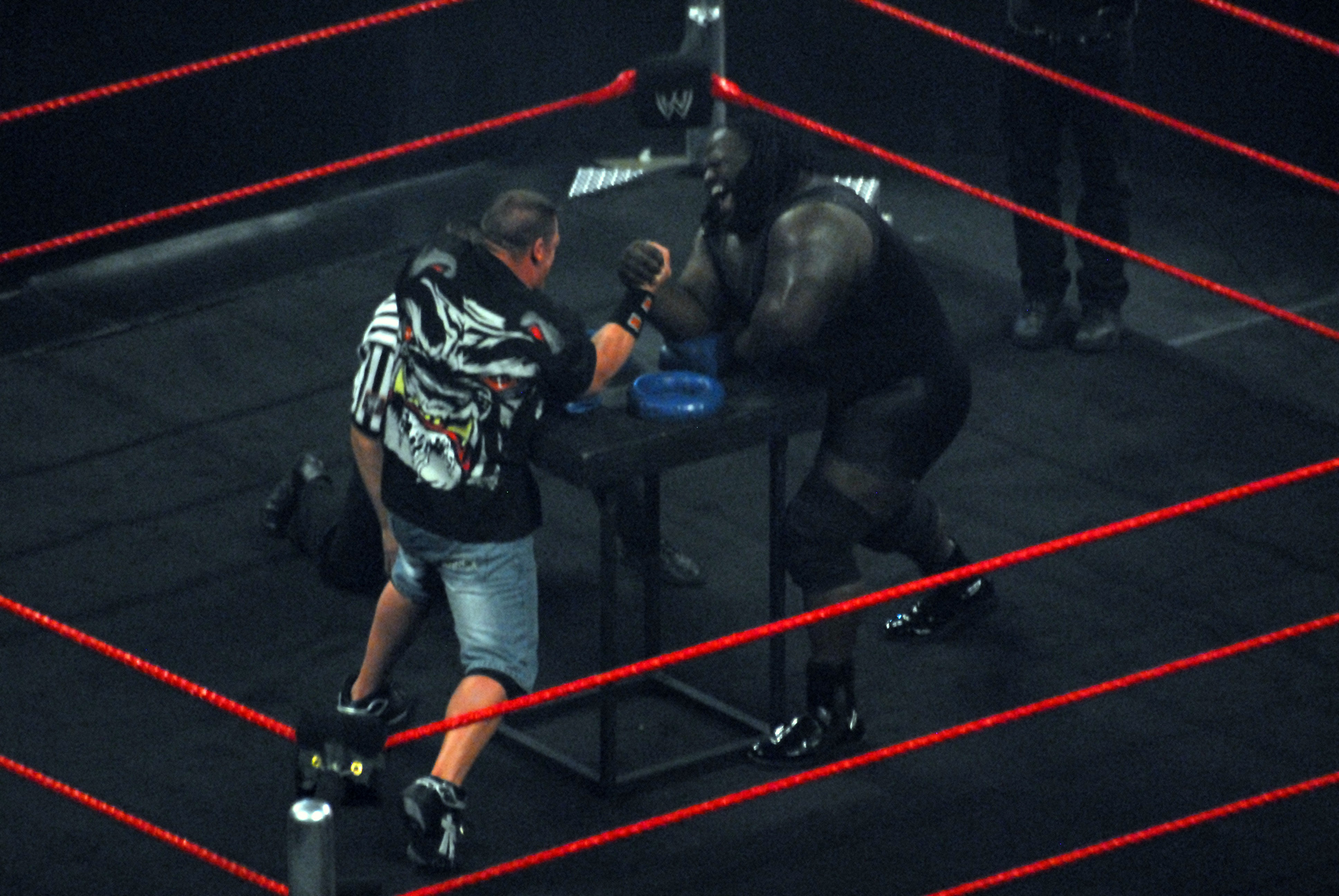
Henry en un segmento de pulso de fuerza contra John Cena en RAW.

Después de esto adoptó un gimmick de "Silverback", en el que se autoproclamó el macho dominante de SmackDown! y retó a todo el plantel de la marca azul, sin que nadie aceptase el reto. Aun así transformó su paso por Smackdown! en una larga serie de victorias, derrotando con suma facilidad a gran cantidad de luchadores. Luego de eso se pronunció diciendo que no había luchador capaz de derrotarlo, presentando imágenes de su ataque a Undertaker. Este le respondió las siguientes semanas, enviando misteriosos mensajes a Henry. En Saturday Night's Main Event XXXIV Mark tuvo una breve aparición contra Bobby Lashley en un Arm Wrestling Contest, sin que hubiese ganador.
Finalmente se enfrentó a Undertaker en Unforgiven en septiembre, perdiendo tras una "Last Ride" y acabando así su racha de victorias consecutivas. Empezó un largo feudo con Undertaker después de ello. Perdiendo todas sus luchas contra el, en octubre perdió también contra Batista en una lucha que apenas duró 3 minutos, demostrando así que ya no era el más dominante. En el evento Cyber Sunday fue uno de los candidatos para retar a Montel Vontavious Porter por el Campeonato de los Estados Unidos, pero finalmente fue elegido Kane; más adelante perdería un par de luchas frente a The Undertaker por descalificación. Tras un corto descanso, tuvo un breve feudo con Kane, al que atacó acompañado de The Great Khali y Big Daddy V el 23 de octubre en ECW, pero Kane lo venció en otra edición de SmackDown. Se unió a The Great Khali en un combate por parejas para derrotar a Batista y Undertaker, pero perdieron por descalificación luego de que JBL atacase infructuosamente a Batista.
Más adelante se unió a Big Daddy V, interfiriendo en combates y atacando a varios luchadores. Perdieron un combate contra Kane y Undertaker. En uno de esos combates Kane intervino cuando estaban atacando a CM Punk, ocasionando una rivalidad que les llevó hasta el evento Armageddon, donde Henry y Big Daddy V derrotaron a Kane y a Punk. Después de esto, lucharon un par de veces hasta que se vieron envueltos en un feudo con los Brothers of Destruction, incluyendo un Handicap Match y un Tag Team Match perdidos contra ellos. En Tribute to the Troops, Henry fue derrotado por Rey Mysterio.

#### 2008

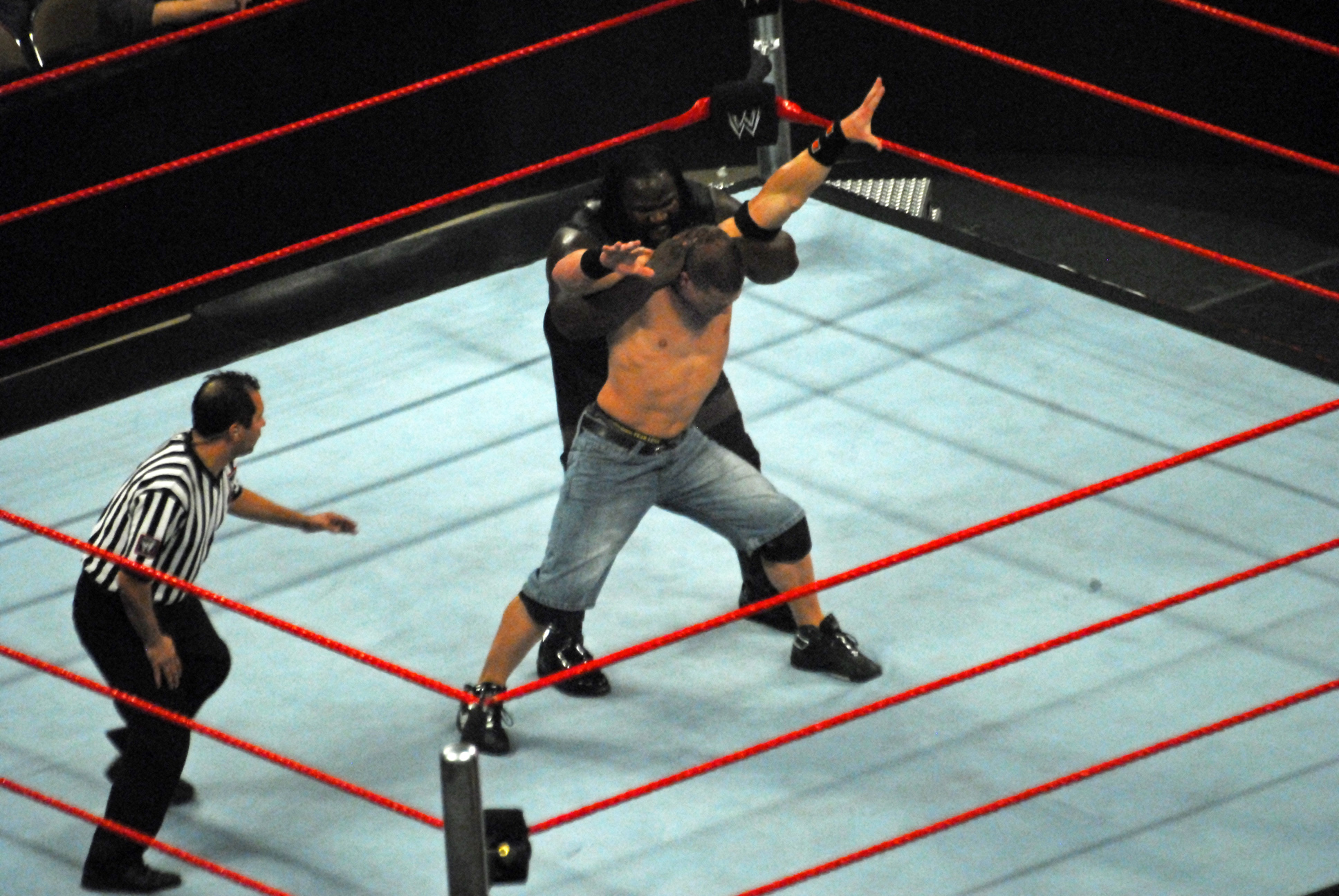
Henry peleando contra John Cena en RAW.

En los inicios del año, Henry siguió haciendo pareja con Big Daddy V ayudándose mutuamente en varias luchas, consiguiendo en una de esas luchas un puesto para el Royal Rumble; evento en el que entró en el número 25, pero fue eliminado por John Cena. Perdiendo una lucha con él. Posteriormente, derrotó a varios luchadores hasta que empezó otro feudo con The Undertaker, siendo derrotado la noche antes de WrestleMania en un Casket match a pesar de las intervenciones de Big Daddy V. Participó en la Battle Royal de 24 hombres en WrestleMania XXIV para tener una oportunidad inmediata por el Campeonato de la ECW. La lucha la ganó Kane siendo Mark Henry en último eliminado.

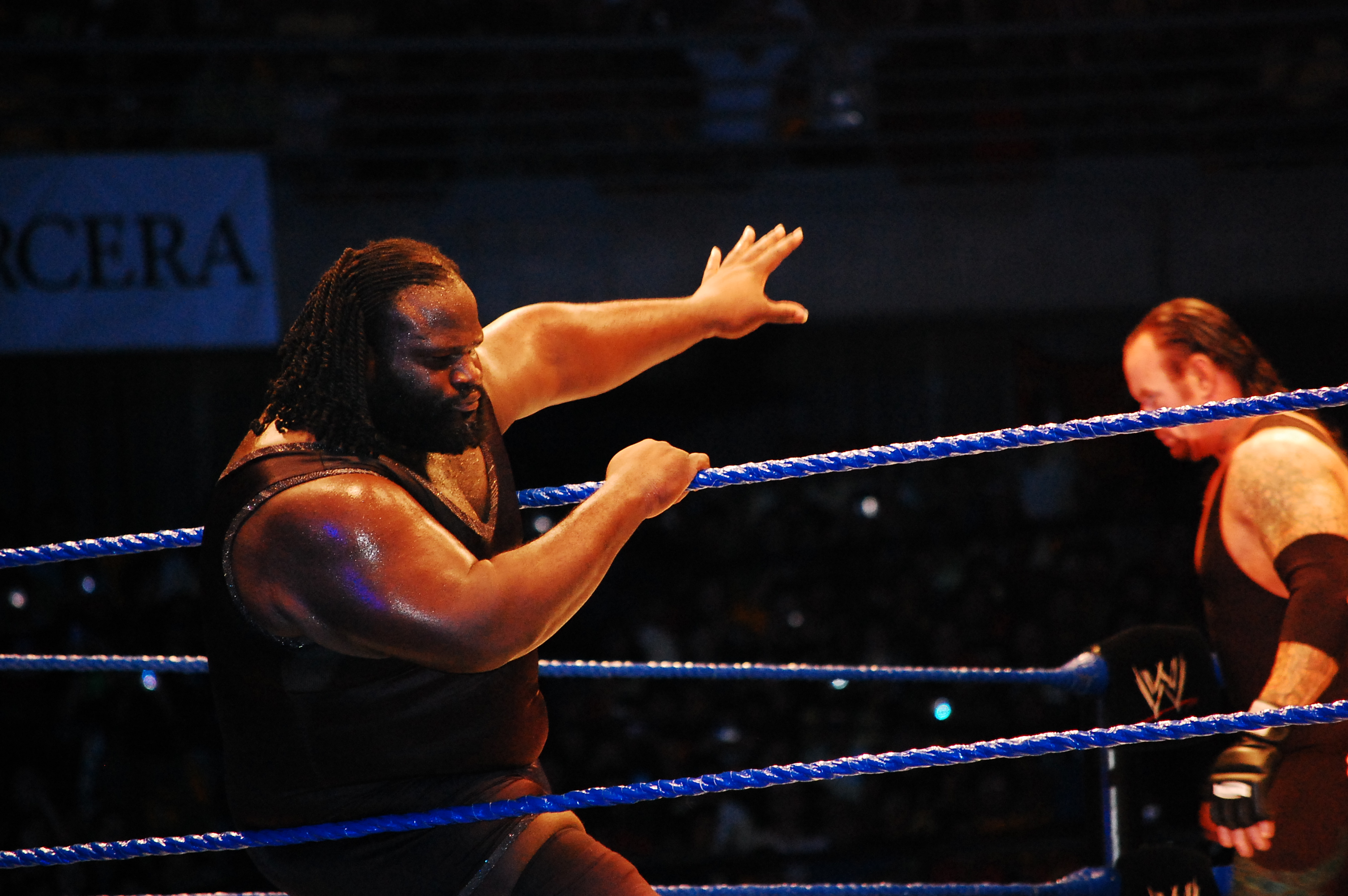
Mark Henry luchando contra Undertaker.

Más adelante, entró en un pequeño feudo con Big Show. El 23 de junio fue transferido de Smackdown! a la ECW por el Supplemental Draft 2008, y un día después, en ECW, derrotó al entonces Campeón de la ECW Kane, pasando a formar parte de una lucha por el Campeonato de la ECW entre él, Kane y Big Show en Night of Champions. Henry ganó la lucha después de cubrir a Kane, consiguiendo así el Campeonato de la ECW por primera vez y llevando el campeonato nuevamente a ECW, ya que el campeonato se encontraba en la marca RAW.
En The Great American Bash, Mark Henry y Tommy Dreamer se enfrentaron por el Campeonato de la ECW; el combate fue ganado por Henry cuando Colin Delaney atacó a Dreamer, conservando el título. Tras ese combate el miembro del Hall of Fame Tony Atlas se convirtió en su mánager, acompañándole en los combates. En SummerSlam logró retener el campeonato por descalificación luego de que Atlas interfiriera en la lucha, sacando del ring a Matt Hardy cuando estaba cubriendo a Henry. La siguiente edición de la ECW logró derrotar nuevamente a Matt, reteniendo otra vez el título.
En Unforgiven, Henry perdió su campeonato en un 20 Minutes Championship Scramble tras ganarlo Matt Hardy al cubrir a The Miz, en un combate en el que también participaron Finlay y Chavo Guerrero. Poco después, en No Mercy, tuvo la oportunidad de recapturar el campeonato, pero fue derrotado por Matt Hardy. En el evento Survivor Series, el Team Orton (Randy Orton, Shelton Benjamin, William Regal, Cody Rhodes & Mark Henry) derrotó al Team Batista (Batista, CM Punk, Kofi Kingston, Matt Hardy & R-Truth), eliminando Henry a Hardy, pero siendo eliminado por Batista. En Armageddon, fue derrotado por Finlay en una lucha tipo Belfast Brawl gracias a la ayuda de Hornswoggle.

#### 2009

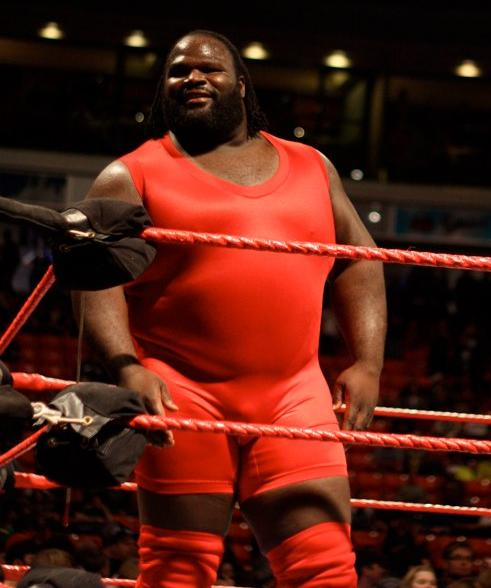
Mark Henry en 2009.

El 3 de marzo de 2009 en ECW consiguió clasificarse para el Money in the Bank al derrotar a Santino Marella, además de luchar en varios otros combates contra otros aspirantes de RAW, ECW y SmackDown! El 5 de abril, en WrestleMania XXV, participó en el Money in the Bank frente a CM Punk, Kane, Kofi Kingston, Finlay, Shelton Benjamin, MVP y Christian, pero no logró ganar. Tuvo un corto feudo con Evan Bourne, en el que además intervino Tony Atlas, en su primer combate individual en años. En The Bash, se enfrentó a Tommy Dreamer, Finlay, Christian y Jack Swagger en un Scramble match por el Campeonato de la ECW, pero perdió, siendo Dreamer el ganador.

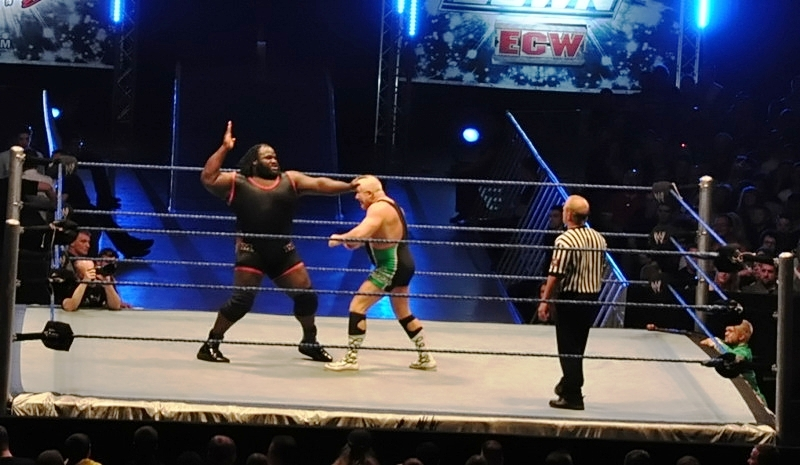
Henry luchando contra Finlay.

El 29 de junio del 2009 se hizo efectivo su traspaso de ECW a RAW, cambiando a face al derrotar a Randy Orton. Luego siguió derrotando a luchadores heel, como Cody Rhodes, Chris Jericho, Carlito y Chris Masters. Presentando un nuevo atuendo, ayudó a Hornswoggle en su feudo contra Chavo Guerrero.
Luego hizo equipo con Montel Vontavious Porter, enfrentándose en Breaking Point a los Campeones Unificados en Parejas Chris Jericho & Big Show, pero fueron derrotados. Tras eso siguió formando equipo con MVP, siendo llamado el equipo de forma extraoficial "The World's Strongest Tag Team". En Bragging Rights, el Team SmackDown (Chris Jericho, Kane, R-Truth, Finlay, The Hart Dynasty (David Hart Smith & Tyson Kidd) & Matt Hardy) derrotó al Team RAW (D-Generation X (Triple H & Shawn Michaels), Cody Rhodes, The Big Show, Kofi Kingston, Jack Swagger & Mark Henry) después de una traición de Big Show. En Survivor Series formó parte del Team Kingston (Kofi Kingston, MVP, Mark Henry, R-Truth & Christian) y, aunque fue el primer eliminado de su equipo, este derrotó al Team Orton (Randy Orton, Ted DiBiase, Cody Rhodes, CM Punk & William Regal). También tuvo una breve aparición en Tribute to the Troops haciendo equipo con Rey Mysterio para derrotar a CM Punk & Carlito.

#### 2010

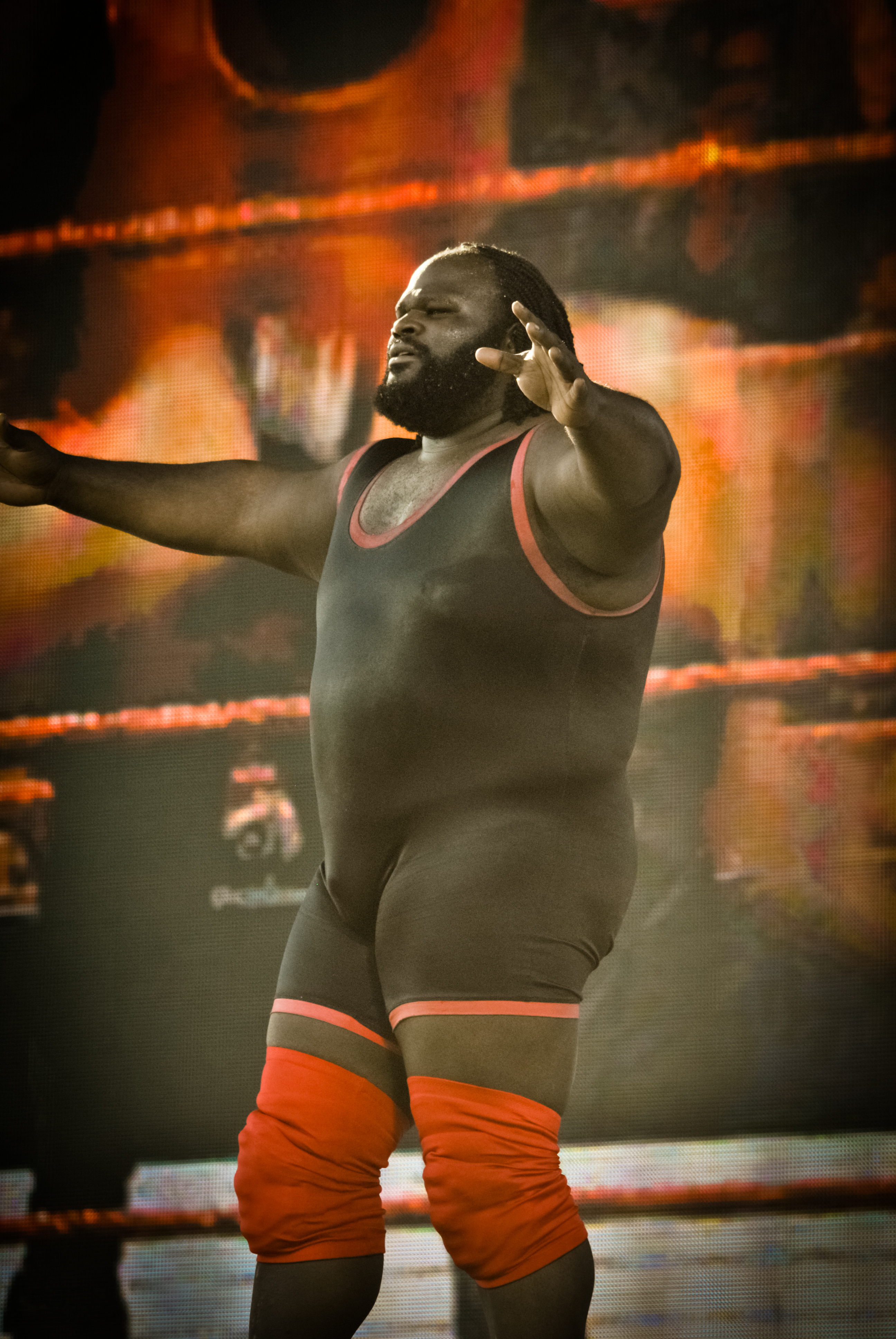
Mark Henry en diciembre de 2010.

Participó en Royal Rumble, siendo eliminado junto con The Big Show por R-Truth. Luego estuvo presente en una Battle Royal de 26 hombres en Wrestlemania XXVI, pero fue eliminado. En el siguiente evento, Extreme Rules, luchó con su compañero Montel Vontavious Porter contra The Miz & Big Show en un Gauntlet Match, pero fueron derrotados. El 1 de junio, Henry fue nombrado mánager de Lucky Cannon en la segunda temporada de NXT. Participó en el RAW Money in the Bank en Money in the Bank, el cual no ganó, siendo el ganador The Miz. Más tarde, el 10 de agosto, Cannon fue eliminado de NXT. Tras un tiempo de inactividad, Henry apareció en RAW ayudando a Evan Bourne contra Alberto Del Rio. Más tarde, Henry y Bourne aparecieron en Night of Champions compitiendo contra Drew McIntyre & "Dashing" Cody Rhodes en un Gauntlet Match por los Campeonatos en Parejas, pero fueron derrotados. Posteriormente, el dúo se separó cuando Bourne fue lesionado por CM Punk, para decepción de Henry. Tras esto, Henry entró en un feudo en solitario con The Usos (Jimmy & Jey), siendo derrotado por ellos en la edición del 4 de noviembre de Superstars; tres semanas más tarde, Henry volvió a enfrentarse a ellos, saliendo victorioso.
Poco más tarde, Henry formó un equipo con Yoshi Tatsu, derrotando a los Campeones en Parejas Justin Gabriel & Heath Slater el 29 de noviembre en RAW. La semana siguiente, ambos equipos compitieron en un Fatal-4-Way Elimination Tag Team Match con The Usos, The Nexus (Heath Slater & Justin Gabriel) Santino Marella & Vladimir Kozlov, siendo Henry & Tatsu el primer equipo eliminado. El 12 de diciembre, Henry compitió en Tribute to the Troops, siendo el ganador de una Battle Royal de luchadores de todas las marcas.

#### 2011
A inicios de año, Henry formó equipo con Daniel Bryan en un feudo con Tyson Kidd & Ted DiBiase. Poco después, Henry participó en Royal Rumble, entrando en el undécimo lugar y eliminando a Chavo Guerrero y Yoshi Tatsu antes de ser él mismo eliminado por The New Nexus. El 25 de abril fue traspasado de RAW a SmackDown! debido al Draft. En esa misma noche luchó junto a John Cena & Christian contra The Miz, Alberto Del Rio & CM Punk, pero su equipo perdió luego de que Henry cambiara a heel atacando a sus compañeros. El 27 de mayo, en SmackDown, Henry participó en una Triple Threat Match contra Sheamus y Christian para determinar el aspirante #1 para el Campeonato Mundial Peso Pesado de Randy Orton, durante el combate Henry atacó a Randy Orton que estaba en la mesa de comentaristas provocando que este lo atacara con un "RKO" dándole la victoria a Sheamus. Henry comenzó un feudo con The Big Show, atacándolo antes de sus combates en los bastidores y provocándole derrotas frente a Alberto Del Rio tanto en Capitol Punishment y el 27 de junio en RAW Roulette.

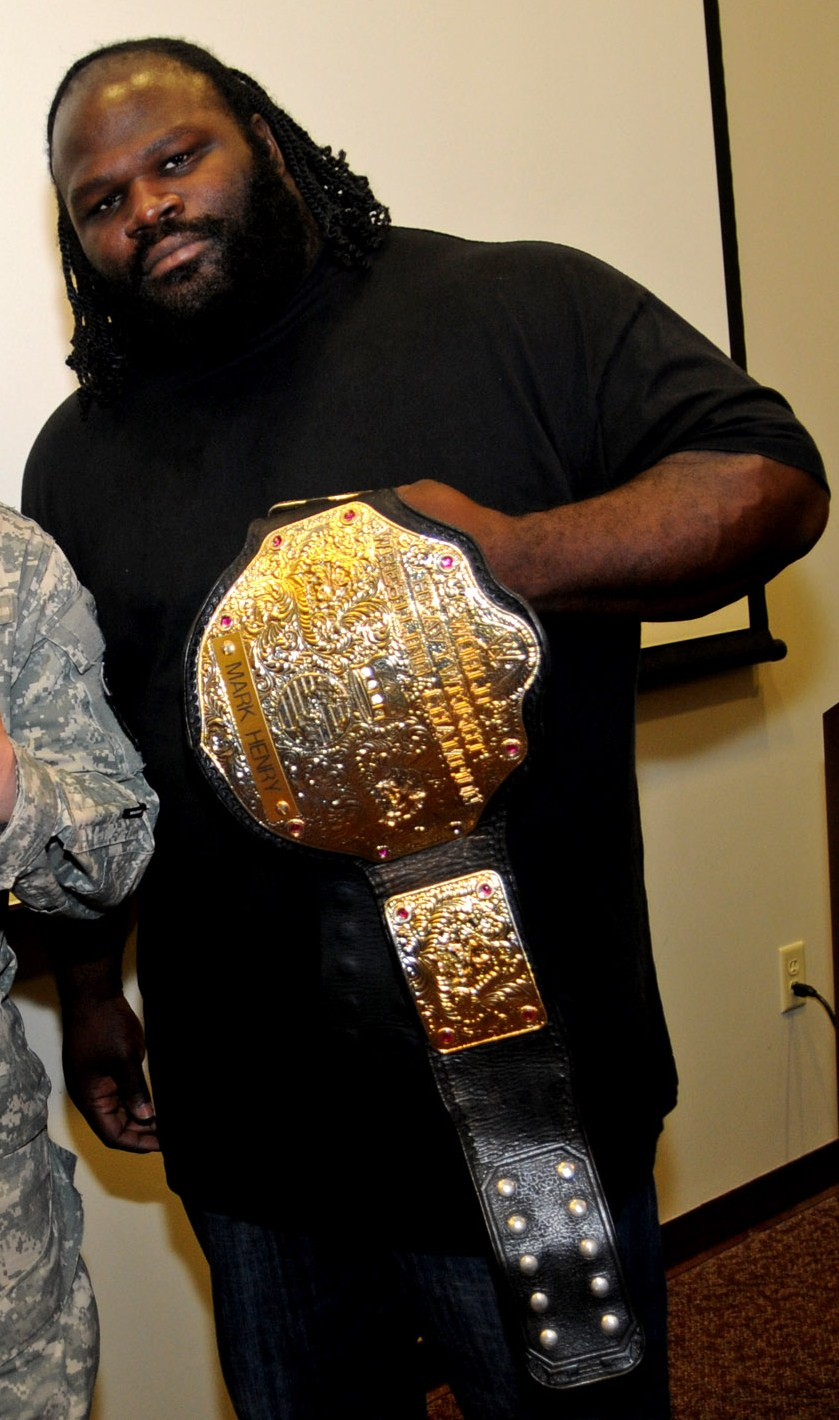
Mark Henry con el Campeonato Mundial Peso Pesado de la WWE.

El 9 de julio, se anunció que se va a enfrentar a Big Show en el evento Money in the Bank, evento en el que le derrotó y lesionó (Kayfabe). En la próxima edición de SmackDown, Henry hizo lo mismo pero en esta ocasión a Kane y dejándolo inactivo por lesión (Kayfabe). Luego, se enfrentó varias veces a Sheamus, a quien derrotó en SummerSlam por conteo fuera. En la edición de SmackDown del 19 de agosto (grabada el 16 de agosto) Ganó un 20-Man Battle Royal Match convirtiéndose en el contendiente 1# al Campeonato Mundial Peso Pesado de la WWE eliminando a Sin Cara. Luego comenzó un feudo con el campeón Mundial Peso Pesado Randy Orton luego de atacarle después de que Orton derrotara a Christian. En el evento Night of Champions Henry derrotó a Randy Orton aplicándole su World's Strongest Slam ganando así por primera vez el Campeonato Mundial Peso Pesado, reteniéndolo con éxito ante Orton un mes después en Hell in a Cell.
El 7 de octubre, reinició su feudo con Big Show cuando hizo su regreso en SmackDown y Theodore Long le otorgó una lucha titular en Vengeance. En el evento, Henry retuvo el título, ya que el combate acabó sin resultado cuando los luchadores rompieron el ring al aplicar Henry un "Superplex" a Show desde la tercera cuerda y así desplomándose el ring. El 4 de noviembre en SmackDown, Long le dio otra oportunidad a Show en Survivor Series, donde Show ganó por descalificación después de que Henry le aplicara un "Low Blow". Después del combate, Henry intentó lesionar a Big Show con la silla, como hace 3 meses en Money in the Bank 2011, pero Show logró defenderse, aplicándole a Henry su "K.O Punch" y un "Running jumping leg drop" a la silla que Henry tenía colocada en la pierna izquierda, lesionándose y teniendo que salir en camilla (Kayfabe).
En la edición del 25 de noviembre en SmackDown, Henry recibió un "K.O. Punch" por parte de Big Show y luego de esto, Daniel Bryan cobró su maletín de Money in the Bank, ganando la lucha y el título; pero momentos después llegó Theodore Long y dijo que Henry no estaba en condiciones de pelear, así que Teddy le devolvió el Campeonato a Henry. En esa misma noche, Bryan derrotó a Wade Barrett, a Cody Rhodes y a Randy Orton convirtiéndose en aspirante #1 al Campeonato de Henry para el 29 de noviembre en un Steel Cage Match en donde Henry derrotó a Bryan reteniendo el título, tras aplicarle un "Super World´s Strongest Slam" desde la segunda cuerda, lesionando a Bryan en la parte inferior del tronco. En TLC: Tables, Ladders & Chairs fue derrotado por The Big Show en un Chairs Match donde este último ganó el Campeonato Mundial Peso Pesado de la WWE, pero después de la lucha Henry lo atacó con sillas y Daniel Bryan utilizó su oportunidad del SmackDown! Money in the Bank donde se convirtió en el nuevo campeón al cubrir a Show.

#### 2012
El 20 de enero en SmackDown, Mark tuvo una pelea con Daniel Bryan por el Campeonato Mundial Peso Pesado de la WWE en un Lumberjack Match, pero quedó sin resultado cuando los leñadores entraron al ring y atacaron a los dos competidores. Henry finalmente obtuvo otra oportunidad en Royal Rumble enfrentando a Bryan y a Big Show en un Steel Cage Match por el Campeonato Mundial Peso Pesado de la WWE, sin embargo no pudo obtener la victoria ganando Bryan al escapar de la jaula. El 3 de febrero se clasificó a una lucha por el Campeonato Mundial Peso Pesado de la WWE en Elimination Chamber, pero fue suspendido esa misma noche por tiempo indefinido por exigirle a Theodore Long una lucha por el título frente a Bryan esa misma noche. En realidad, Henry se tomó un período de descanso para recuperarse de lesiones. Tras su período de inactividad por lesión, hizo su regreso en Elimination Chamber, uniéndose a Alberto Del Rio y Christian en su petición a John Laurinaitis para que fuera General Mánager tanto de RAW como de SmackDown. En Wrestlemania XXVIII, el "Team Johnny" (David Otunga, Mark Henry, Dolph Ziggler, Jack Swagger, Drew McIntyre & The Miz) derrotó al "Team Teddy" (Santino Marella, Kofi Kingston, R-Truth, Zack Ryder, The Great Khali & Booker T), asuminendo Laurinaitis el control de RAW y SmackDown!. La noche siguiente en RAW se enfrentó a CM Punk por el campeonato de la WWE, lucha que ganó por Count-out, por lo cual no logró ganar el campeonato. Después de la lucha, le aplicó el World´s Strongest Slam a Punk en el ringside. La siguiente semana en RAW, Henry volvió a enfrentar a Punk por el campeonato de la WWE, ganando nuevamente pero esta vez por descalificación. Finalmente el siguiente RAW, Henry enfrentó a Punk por el campeonato de la WWE por tercera vez, esta vez en un No Disqualification Match, siendo derrotado. El 27 de abril en SmackDown, Henry se enfrentó al Campeón Mundial Peso Pesado Sheamus en un combate sin título en juego, siendo derrotado. Tras esto, el 14 de mayo, Henry anunció que iba a someterse a una cirugía por una lesión en el tobillo después de varios meses de rehabilitación.

#### 2013
Henry hizo su regreso en RAW el 4 de febrero atacando a Daniel Bryan, Rey Mysterio y Sin Cara. El 8 de febrero en Smackdown! atacó a The Great Khali y reclamó un lugar en Elimination Chamber por una oportunidad por el Campeonato Mundial de Peso Pesado. Esa misma noche derrotó a Randy Orton, ganando un lugar en la lucha. Participó en la Elimination Chamber en el evento Elimination Chamber, en la cual eliminó a Daniel Bryan y Kane, pero fue eliminado por Randy Orton. Después de ser eliminado, atacó a los participantes restantes. Tras esto, empezó una rivalidad con Ryback después de varios ataques verbales entre ambos. El 15 de marzo en SmackDown, Henry fue derrotado por Ryback por descalificación cuando The Shield entró a atacarle. Tras esto, Henry le aplicó a Ryback tres veces seguidas el "World's Strongest Slam". Tras esto, empezaron a competir en varias pruebas de fuerza, como repeticiones con pesas el 29 de marzo en SmackDown, en el cual Henry batió el récord de la NFL Scouting Combine con 53 repeticiones de 225 lbs (100 kg). Tras acabar, cuando Ryback intentó superarle, Henry le atacó, impidiendo que rompiera su récord, ahogándole con la barra de metal. En WrestleMania 29, derrotó a Ryback cuando este intentó aplicarle su finisher, pero no pudo levantarle y Henry cayó sobre él. Sin embargo, tras la lucha, Ryback consiguió aplicarle su finisher. A finales de mes, Henry reanudó su feudo con Sheamus, después de que ambos se atacaran tras bastidores. Su rivalidad se convirtió en una competición de fuerza, donde ambos tiraron de extremos opuestos de una cuerda para demostrar su fuerza, durante la cual Henry logró batir el récord Guinness al empujar dos tráileres de 110,000 libras 20 pies. Esto hizo que se pactara un Strap Match en  Extreme Rules, donde Sheamus logró la victoria.
El 17 de junio en RAW, Henry anunciaría su retirada debido a sus frecuentes lesiones con el campeón de la WWE John Cena presente, pero terminó todo siendo una mentira y atacó a Cena con su "World's Strongest Slam", reclamando una oportunidad al título, confirmándose su lucha para Money in the Bank. Sin embargo, fue derrotado por sumisión al rendirse con un "STF" de Cena. En el siguiente RAW cuando hablaba de su combate contra Cena, fue atacado por The Shield, y en el siguiente Smackdown cambió a face al salvar a The Usos de The Shield. El 22 de julio fue atacado por The Shield, sin embargo le salvaron The Usos con quiénes empezó una alianza en contra de The Shield. En el Kick-Off de Summerslam, junto con Big Show, interfirió a favor de Rob Van Dam durante un ataque de The Shield. El 31 de agosto en un house show, Henry sufrió una lesión que lo mantuvo inactivo hasta el 25 de noviembre, regresando en Survivor Series como face, además con nuevo corte de cabello, derrotando a Ryback.

#### 2014
En la edición de RAW del 30 de diciembre fue brutalmente atacado por Brock Lesnar recibiendo una Spear en la barricada de protección y un F-5 en el suelo y a la siguiente edición de WWE RAW el 6 de enero, nuevamente confrontó a Lesnar pero terminó con una dislocación en el brazo izquierdo a causa de una Kimura Lock de Lesnar. Regresó el 10 de febrero en RAW y respondió al desafío abierto de Dean Ambrose por el Campeonato de los Estados Unidos, pero no pudo ganar el título debido a la interferencia The Shield. El 14 de febrero en Smackdown tuvo la oportunidad de ser el contendiente #1 al Campeonato Intercontinental luchando contra Rey Misterio, Kofi Kingston y Jack Swagger, pero ganó este último. En marzo, Henry sufrió otro ataque de Lesnar, esta vez dando lugar a Henry a recibir un F-5 a través de la mesa de los comentaristas. Henry pronto se recuperó y tuvo otro encuentro con Ambrose por el título de los EE. UU., pero fue de nuevamente derrotado. 
En WrestleMania 30 participó en un Battle Royal en honor a Andre The Giant, pero fue eliminado siendo el ganador Cesaro. Tras esto estuvo ausente de la WWE durante un tiempo. A su regreso el 4 de agosto en RAW derrotó a Damien Sandow en su ciudad natal Houston, Texas. Las semanas siguientes hizo equipo varias veces con Big Show enfrentándose a Luke Harper y Eric Rowan. Luego entró en un feudo con Rusev, enfrentándose con él en WWE Night Of Champions, resultando Henry derrotado, antes del combate Lilian García cantó el himno de Estados Unidos en a cappella, lo que hizo llorar a Henry de la emoción. El lunes siguiente al evento, tuvo su revancha con Rusev perdiendo nuevamente. El 29 de septiembre tuvo un combate frente a Bo Dallas, donde perdió, después del combate Henry lo atacó y le propino una paliza en backstage mostrando características de heel. Sin embargo, acompañó al Big Show durante su feudo contra Rusev siguiendo como face. El 26 de octubre en Hell in Cell, le costó accidentalmente al Big Show su lucha contra Rusev, creando rencillas entre ellos. El 27 de octubre en WWE RAW lucharon contra Gold & Stardust por los Campeonatos en Parejas de WWE, pero casi al final del combate, traicionó al Big Show, cambiando a heel. Poco después se vio unido al equipo de la autoridad contra el equipo Cena en Survivor series, siendo eliminado por Big show en tan solo 52 segundos. La noche siguiente tuvo una pelea con Ryback siendo derrotado, después de eso estuvo ausente en WWE.

#### 2015
El 12 de marzo en SmackDown hace su regreso interrumpiendo a Roman Reigns diciendo que tiene que ganarse el respeto del público y de la gente de bastidores, Roman Reigns lo golpea con un Superman Punch y lo lanza fuera del ring, luego de esto recibe un Spear del mismo rompiendo la barricada y chocando con una silla. Ganó una Battle Royal antes del André The Giant Memorial Battle Royal Match en WrestleMania 31, eliminado a Kane y así confirmando una lucha en ese evento y cambiando a Face, y de una vez ya no formó parte de The Authority, ya que no apareció con todo el elenco. El 19 de marzo en SmackDown , apareció para encarar a Roman Reigns, pero lo apoyó en su combate contra Brock Lesnar, luego apareció The Authority e hicieron el Main Event de él y Roman Reigns vs Seth Rollins y Kane, pero quedó inconsciente en el backstage y continuó la acción en una lucha de desventaja, aun así ganó Roman Reigns. El 6 de abril fue derrotado por Sheamus. En Main Event derrotó a Heath Slater luego de que este último insultara a Texas.
El 1 de junio en Raw, al final de su combate con Roman Reigns, en el que perdió, atacó brutalmente a Reigns mientras estaba con un ojo dañado tratando de recuperarse, cambiando de nuevo a heel. El 29 de junio Perdió ante Big Show por un  K.O Punch. El 13 de julio en Raw cambio de nuevo a face tras formar equipo con The Prime Time Players derrotando a The New Day. Tiempo después, se enfrentó a Rusev en dos ocasiones, y en ambas, salió derrotado. Después de una larga ausencia, reapareció en Raw el 23 de noviembre para enfrentarse a Neville, lucha la cual perdió, tras el combate, le dio la mano a Neville en señal de respeto.

#### 2016
En Royal Rumble, reapareció junto a Jack Swagger para derrotar a The Ascension, The Dudley Boyz, y a Darren Young & Damien Sandow y así, ganarse un lugar en el Royal Rumble Match. El 7 de febrero en Raw, apareció junto a The New Day para enfrentarse a The Usos & The Dudley Boyz en un Tables Match pero abandonó a su equipo durante la lucha. En WrestleMania 32, participó en el André The Giant Memorial Battle Royal Match pero fue uno de los últimos eliminados. Tras esto, no volvió a presentarse en Raw y Smackdown.
El 4 de julio en Raw, reapareció como parte del Team U.S.A. el cual, se enfrentó a The Multinational Alliance en un 16-Man Tag Team Elimination Match donde eliminó a Kalisto pero después, fue eliminado por Kevin Owens.
El 1 de agosto en Raw, se enfrentó a Rusev por el Campeonato de los Estados Unidos, el cual perdió. Tras esto, no apareció en televisión por mucho tiempo. El 17 de octubre, reapareció formando equipo con R-Truth y Goldust contra Titus O'Neil y The Shining Stars, donde salió vencedor.

#### 2017 - 2019
Regresó en el Royal Rumble 2017 pero fue eliminado por Braun Strowman. El 6 de marzo luchó en un House Show derrotando a Curtis Axel. Anunció su participación en Wrestlemania Battle royal en honor a André el Gigante. En Wrestlemania participó en la batalla real pero no logró ganar. Al día siguiente dio a entender que este sería su último Wrestlemania y su último combate.
El día viernes 12 de enero de 2018 se dio a conocer su retirada oficialmente de los cuadriláteros.
El 19 de marzo, WWE anunció en su página web que Mark Henry fue exaltado al Salón de la Fama de la empresa en su clase de 2018.
El 22 de julio de 2019 apareció en el progama especial de Raw Reunion.

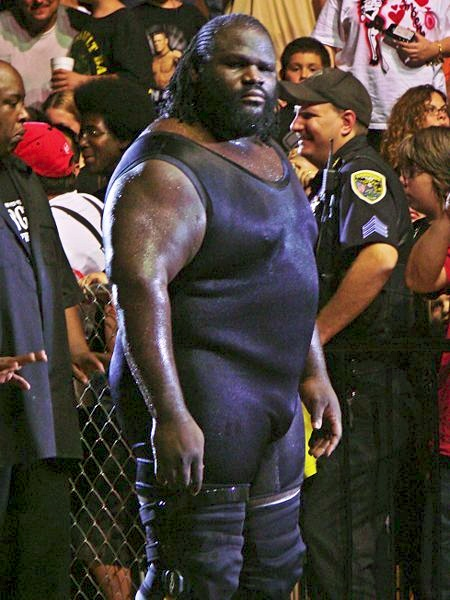
Henry en 2007.

#### 2021
Henry apareció en el episodio del 4 de enero de 2021 de Raw, en el especial Raw Legends Night, donde apareció en scooter debido a una lesión en la pierna. Fue confrontado verbalmente por Randy Orton en su última aparición en la WWE.

### All Elite Wrestling (2021-2024)
Henry hizo su debut para All Elite Wrestling el 30 de mayo de 2021 en Double or Nothing, donde se anunció que formará parte del equipo de comentaristas de su nuevo programa AEW Rampage, además de entrenador. El 27 de mayo de 2024, Henry anunció que no renovaría su contrato con AEW y que dejaría la empresa al vencimiento al día siguiente, el 28 de mayo de 2024. 

### Regreso a WWE (2025-presente)
El 22 de marzo de 2025, se informó que Henry había vuelto a firmar con la WWE bajo un contrato de Leyendas.

## Campeonatos y logros

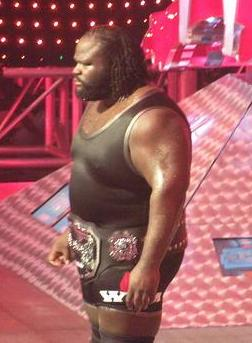
Mark Henry con el Campeonato de la ECW.

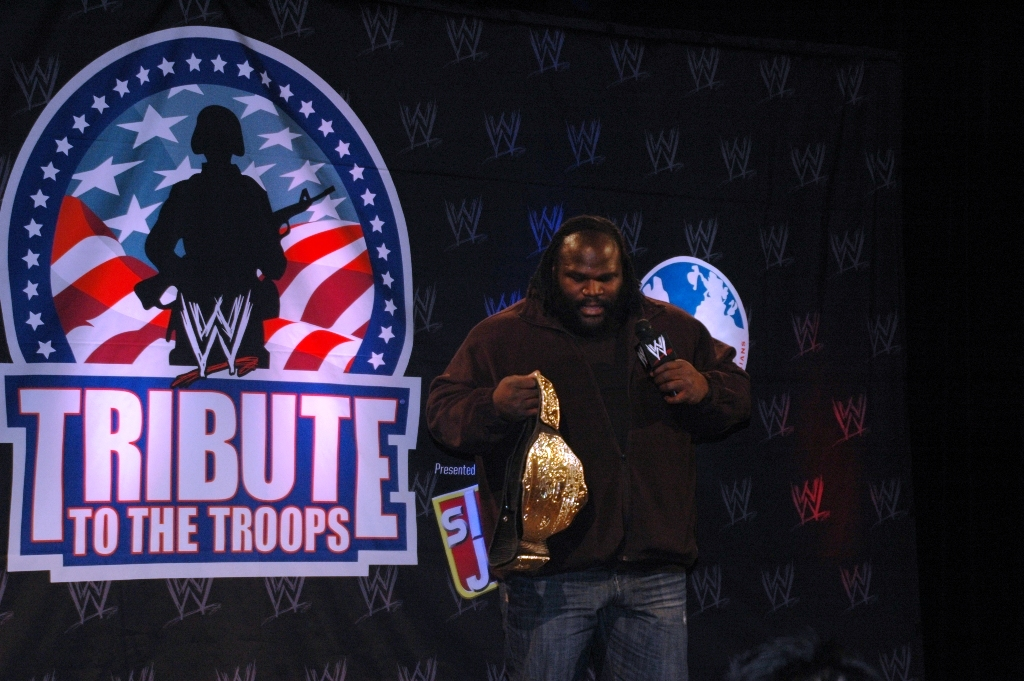
Henry como Campeón Mundial Peso Pesado en el Tribute to the Troops.

### Lucha libre profesional
- World Wrestling Federation / Entertainment / WWE
  - World Heavyweight Championship (1 vez)
  - ECW Championship (1 vez)
  - WWF European Championship (1 vez)
  - WWE Hall of Fame (2018)
  - Slammy Award (3 veces)
    - "Holy $#!+ Move of the Year" (2011) Big Show and Mark Henry implode the ring after Henry superplexed him at Vengeance[112]
    - Feat of Strength of the Year (2013) Pulling two trucks with his bare hands[113]
    - Match of the Year (2014) – Team Cena vs. Team Authority at Survivor Series[114]

- Pro Wrestling Illustrated
  - PWI Luchador que más ha mejorado - 2011
  - Situado en el N.º 191 en los PWI 500 de 1998[115]
  - Situado en el N.º 116 en los PWI 500 de 1999[116]
  - Situado en el N.º 205 en los PWI 500 de 2000[117]
  - Situado en el N.º 167 en los PWI 500 de 2001[118]
  - Situado en el N.º 122 en los PWI 500 de 2002[119]
  - Situado en el N.º 244 en los PWI 500 de 2003[120]
  - Situado en el N.º 41 en los PWI 500 de 2006[121]
  - Situado en el N.º 184 en los PWI 500 de 2007[122]
  - Situado en el N.º 65 en los PWI 500 de 2008[123]
  - Situado en el N.º 45 en los PWI 500 de 2009[124]
  - Situado en el N.º 99 en los PWI 500 de 2010[125]
  - Situado en el N.º 57 en los PWI 500 de 2011
  - Situado en el N.º 9 en los PWI 500 de 2012[126]
  - Situado en el N.º 472 dentro de los 500 mejores luchadores de la historia - PWI Years, 2003[127]

### Halterofilia
- Miembro del equipo de los Juegos Olímpicos (1992)
- Miembro del equipo de los Juegos Olímpicos (1996)
- Medalla de oro de los Juegos Panamericanos 19 veces
- Récord sénior americano en arrancada, dos tiempos y total (1993-1997)

### Strongman
- Arnold Strongman Classic (2002)
- International Sports Hall of Fame (Clase del 2012)[128]

## Filmografía
| Título                                      | Papel        | Año  |
| MacGruber                                   | Tut Beemer   | 2010 |
| ¿Y donde está el fantasma? 2                | Prisionero   | 2014 |
| The Flintstones & WWE: Stone Age SmackDown! | Mármol Henry | 2015 |